# Бакзянг (провінція)
Бакзянг (в'єт. Bắc Giang) — провінція на півночі В'єтнама. Розташована у гірському районі у центрі Бакбо.

## Географія

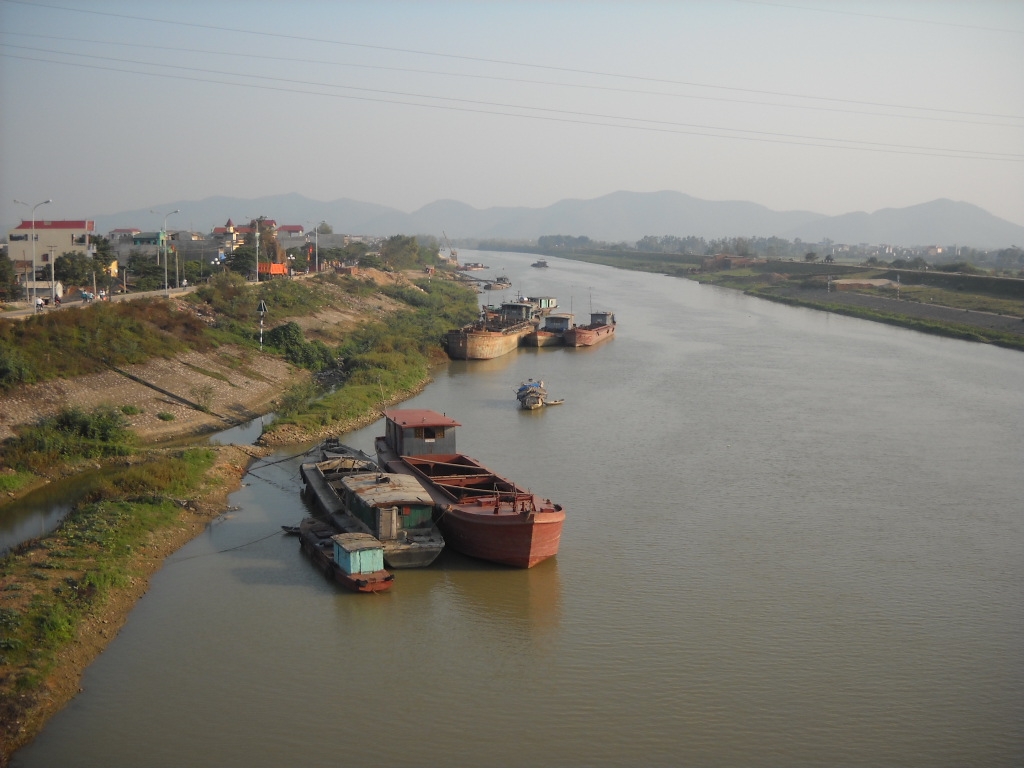
На річці Кау у повіті В'єтьєн

Площа провінції Бакзянг становить 3827,7 км², що становить 1,2 % від загальної площі В'єтнаму. За даними на 2000 рік, 32,4 % території провінції займають сільськогосподарські угіддя; 28,9 % — ліси; інша площа провінції зайнята горами, річками та іншими територіями, що не використовуються та мало використовуються.
Бакзянг є передгірним районом, розташованим між горами на півночі і долиною річки Червона на півдні. Гори на півночі провінції покривають ліси. Територія Бакзянга простягається віялом між двома гірськими ланцюгами, які сходяться на південному заході провінції і розходяться на північний схід, — це хребти Донгчієу і Бакшон. Найвища точка провінції — гора Єнті (в однойменному заповіднику) висотою 1064 метрів над рівнем моря — входить у гірську систему Донгчієу, що лежить на сході і південному сході, на кордоні з провінцією Куангнінь. Середня висота хребта коливається у межах 300—900 метрів над рівнем моря. Хребет Бакшон пролягає на північному заході провінції по території повіту Єнтхе. Середня висота цього гірського ланцюга становить 300—500 метрів над рівнем моря. Схили Бакшона носять опуклий характер і, в основному, відрізняються значним ступенем пологості. У гірських північно-східних районах Бакзянга, що межують з Куангнінь, ростуть незаймані ліси Кхер площею 7153 га. Тваринна й рослинна біологічна система цього лісу представлена 236 видами дерев, 255 видами лікарських рослин, 37 видами тварин, 73 видами птахів і 18 видами плазунів.

## Адміністративний устрій
Провінція Бакзянг складається з 9 повітів і адміністративного центру — міста Бакзянг.
| - Місто Бакзянг - Повіт Єнтхе - Повіт Танйу - Повіт Лукнган - Повіт Хьєпхоа |  | - Повіт Лангзянг - Повіт Шондонг - Повіт Лукнам - Повіт В'єтйєн - Повіт Єнзунг |  |  |

## Населення

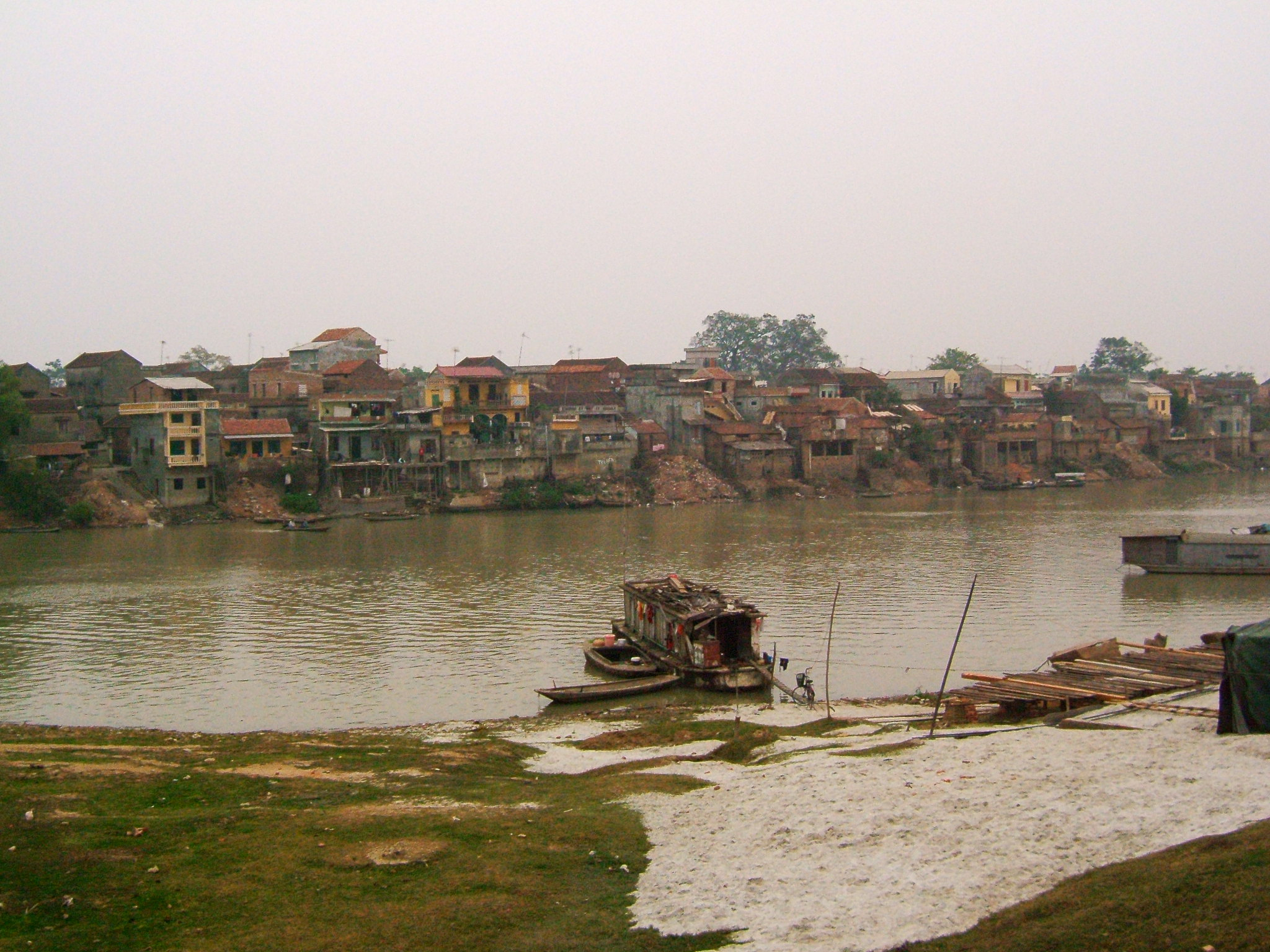
Повіт В'єтйєн

Відповідно до даних 1999 року, населення провінції становило 1 492 899 осіб (у 2009 року воно виросло до 1 554 131 особи), з них у працездатному віці було приблизно 888 тисяч жителів (або близько 48 % усього населення провінції), з яких 87,7 % припадало на сільськогосподарських працівників.
У 2002–2003 роках число школярів, які навчалися у загальноосвітні школах, було близько 370 тисяч, викладацький склад налічував 14,2 тисяч чоловік. В цей час в провінції працювало 1894 лікарів.
У 2009 на території провінції проживали представники 37 народностей, найчисленнішими з яких були в'єтнамці, які налічували 1 356 012 осіб (87,25 % від загальної кількості населення). Нунг налічували 76 354 особи (4,91 %), тай — 39 939 осіб (2,57 %), санзіу — 27 283 особи (1,76 %), сантяй — 25 821 особу (1,66 %), хоа — 18 539 осіб (1,19%), яо — 8 751 особу (0,56%), чисельність інших народностей становить 1 432 особи (0,09 %).
У провінції домінують дві релігії: буддизм і християнство (католицизм). За офіційними даними, у 2002 році у провінції Бакзянг 120 037 осіб віднесли себе до буддистів, у той час як чисельність буддійського духовенства становила 71 особу; християнство сповідувало 24 610 чоловік у 58 громадах, які становили 75 приходів, клір налічував 315 священнослужителів.
На 2007 рік налічувалося 8 тисяч чоловік, що виїхали з провінції працювати в інші країни. У 2007 році загальне число сімей, що жили на рівні бідності становило 21,28 %, що на 3,76 % нижче, ніж у попередньому році. У 2002 році в багатьох громадах провінції на рівні бідності жили більш ніж 30 % населення.

## Економіка
У 2007 році зростання ВВП провінції склало 10,2 %, тоді як у 2006 році цей показник був на рівні 5 %. Питома вага сільського господарства, лісової промисловості та річкових промислів знизився з 39,8 % у 2006 році до 37 % у 2007 році, промислове виробництво зросло з 25,3 % до 28,8 %, частка сфери обслуговування впала на 0,7 % до 34,2 %. Загальна вартість експорту у 2007 році перевищила 110,7 млн. доларів США, з них сільськогосподарських продуктів було експортовано на суму 10,8 млн. доларів США (близько 9,8 % від загального експорту провінції).
У 2007 році у провінції почали реалізовувати 13 проектів з прямими іноземними інвестиціями із сумарним статутним капіталом понад 149 млн. доларів США .

## Пам'ятки
У Бакзянгу зберігся ряд общинних будинків (Діней), найбільш відомі з яких найстарший дінь, що дійшов до наших днів, балію, а також діні Тхоха і фула.

## Народилися
Хоанг нгу Фук — в'єтнамський полководець XVIII століття.